# Opéra-théâtre de Saint-Étienne
L'Opéra-théâtre de Saint-Étienne è un teatro situato a Saint-Étienne, nel Jardin des plantes.
Si tratta di un teatro all'italiana moderno dotato di due sale ed è il quarto teatro d'opera di Francia per il numero di spettatori (oltre 100.000 all'anno).
La stagione offre più di 300 rappresentazioni distribuite nei quattro generi principali della lirica, musica classica, danza e théâtre de divertissement.
Una politica di apertura al pubblico giovanile mira a diffondere la conoscenza del genere operistico attraverso una programmazione dedicata.
Il teatro ospita vari festival, tra cui Piano Passion e la biennale internazionale dedicata a Jules Massenet, nativo di Saint-Étienne.